# Historia de Vanuatu
Muchas de las islas del archipiélago de las Vanuatu fueron habitadas hace miles de años, las más antiguas pruebas indican que fue en el año 2000 a. C. En 1606, el explorador hispano-portugués Pedro Fernández de Quirós se convirtió en el primer europeo en llegar a las islas, quien, creyendo que había llegado a la Terra Australis, bautizó el archipiélago con el nombre de Terra Austrialia del Espíritu Santo. 

## Llegada de los europeos
Los europeos comenzarían a asentarse en las islas a finales del siglo XVIII, primero con las exploraciones del Conde de Bougainville que redescubrió la isla con el nombre de Grandes Cícladas en 1768 y después que el explorador británico James Cook visitó las islas en su segundo viaje en 1774 llamándolas Nuevas Hébridas.
En 1887, las Nuevas Hébridas comienzan a ser administradas por una comisión naval franco-británica. En 1906, se establece un Condominio Franco-Británico.

## SigloXX
Durante la Segunda Guerra Mundial, Estados Unidos utilizó las islas Efaté y Espíritu Santo como bases militares, lo cual inyectó divisas al país y sobre todo nuevas formas de pensar, hecho que abrió a Vanuatu el camino a su independencia. En 1957 se establece un Consejo Asesor. En la década de 1960, los aborígenes ni-Vanuatu reclamaban el autogobierno y la posterior independencia; en 1974 los nacionalistas ganaron la elección del Parlamento que abolió al Consejo Asesor, y en 1978 se creó un gabinete encabezado por un Ministro Jefe.
En 1979 se promulga la Constitución que establece parlamentos regionales en las islas de Espíritu Santo y Tanna. Luego al año siguiente Jimmy Stevens, líder de la agrupación Na-Griamel, organiza una revuelta en Espíritu Santo y proclama el Estado Independiente de Vemarana. Vanuatu obtiene la independencia plena el 30 de julio de 1980 con Walter Lini como primer ministro; a petición de este, tropas de Papúa Nueva Guinea, Australia y Nueva Zelanda restauran el orden en Espíritu Santo. En 1981 ingresa a la Organización de Naciones Unidas (ONU) y en 1983 al Movimiento de Países no Alineados.
En febrero de 1984, el presidente George Sokomanu renuncia después de declararse culpable de retrasar el pago de los impuestos, pero resulta reelegido al mes siguiente. En 1985 la Unión de Partidos Moderados acusa al gobierno de restringir los derechos humanos y los derechos de organización. En febrero de 1987 un ciclón destruye Port Vila, la capital, y causa aproximadamente 50 muertos. En diciembre de 1988, en medio de una crisis política provocada por rivalidades entre el primer ministro Lini y Barak Sope, secretario general del Vanuakku Pati, el presidente Sokomanu disuelve el Parlamento y nombra a Sope como primer ministro interino, pero ambos son arrestados por las fuerzas leales a Lini; al año siguiente es elegido presidente Fred Timakata.
En 1991, una moción parlamentaria despoja a Lini de su cargo y Donald Kalpokas del Vanuakku Pati, es electo primer ministro el 6 de septiembre, pero fue reemplazado por Maxime Carlot Korman el 16 de diciembre. En 1996, el grupo paramilitar Vanuatu Mobile Force intentó deponer el gobierno y en ese año el gabinete de Carlot cometió un fraude bancario. En noviembre de 1997, el presidente Jean Marie Leye disolvió el Parlamento. En los últimos años el país ha estado bajo escándalos de corrupción que han frenado a la economía.